# Динлины

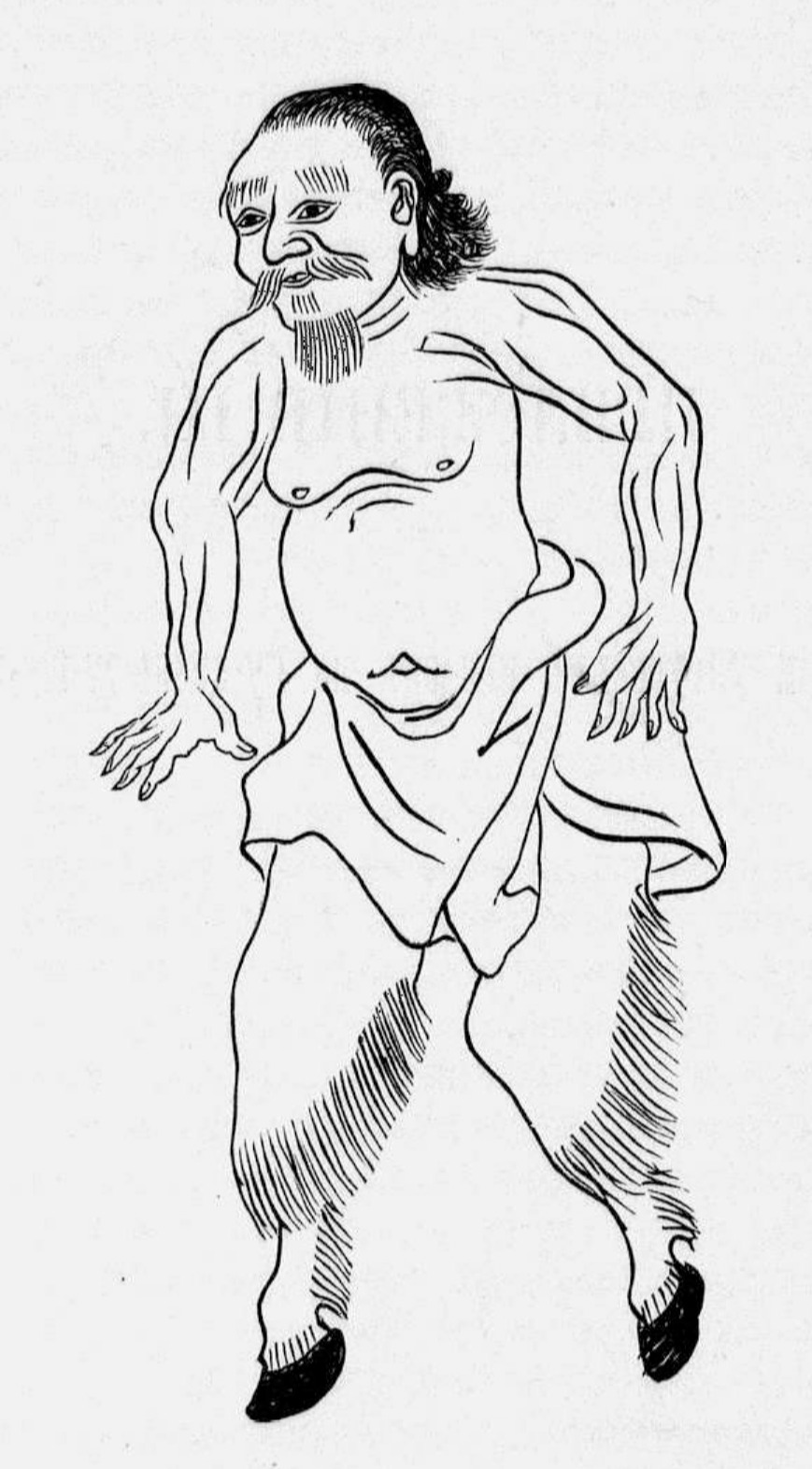
«Племя дин-лин» (Д. М. Позднеев. «Исторический очерк уйгуров», 1899)

Динли́ны (Dingling (кит. 丁零) или Гаочэ (кит. 高車), Чилэ (кит. 敕勒), Телэ (кит. 鐵勒, пиньинь Tíele), Тегрег (др. тюрк. (?) Tegreg)) — древний народ Южной Сибири, упомянутый впервые в китайском описании завоеваний хуннского шаньюя Модэ около 202 года до н. э. По китайским источникам, динлины происходят от хуннов и занимали земли от Енисея на восток до Байкала, по левую сторону Ангары.

## История
В 93 году н. э. коалиция на территории Китая из сяньби, динлинов и чешисцев (жителей оазиса Турфан) разбила хуннов, а в 155 году н. э. сяньбийский вождь Таньшихуай разгромил хуннов, что привело к расколу хуннского этноса. Динлины, населявшие Южную Сибирь, появились в северной части Монголии после падения Хуннской империи. Но некоторая часть динлинов в короткий срок была ассимилирована северными хуннами и сяньбийцами. Другая группа динлинов ушла вглубь Китая и постепенно китаизировалась. С IV—V веков обосновались на территории Китая в составе южных сюнну. Играли довольно большую роль в варварских династиях. В самой же Центральной Азии динлины появляются вновь в конце IV века как враги табгачей. Немного позже вступают в соперничество с жуаньжуанями.
Около 487 года динлины образовали конфедерацию из 12 племён во главе с двумя братьями Афучжило и Цюнци. Этноним динлин продолжает использоваться, но одновременно возникают и используются другие транскрипции и переводы. Одним из них является гаочэ (или гаоцзюй) — «высокие повозки», другими — дили, тэлэ, чилэ, чжилэ и телэ.
Источники недвусмысленно подчёркивают кочевой хозяйственно-культурный тип и тюркоязычие динлинов. Несколько раз упоминается, что они говорят так, как сюнну, но с небольшими отличиями:

«… переезжают с места на место в зависимости от наличия воды и травы, одеваются в кожи, едят мясо, имеют такой же крупный рогатый скот, овец и прочих домашних животных, как и жуаньжуани, только колёса их повозок высокие, с очень большим количеством спиц».

Китайские описания довольно детальны и, видимо, отразили непосредственные наблюдения. У динлинов не было верховного правителя, каждое племя возглавлялось самостоятельным вождём. Тем не менее, в случае набегов или возникновения внешней угрозы они объединяли свои силы. В битвах они не образовывали правильных боевых порядков и не могли выдержать упорного фронтального столкновения, полагаясь на мобильность и внезапные налёты. «Варвары» в своём поведении были далеки от ли (церемонного китайского этикета), что особенно ярко проявилось в брачных церемониях:

При заключении браков представляют в качестве сговорных даров крупный рогатый скот и лошадей, считая это за честь. После заключения договора о браке родственники жениха окружают лошадей повозками и велят родственникам невесты выбирать по собственному желанию любую лошадь. Затем родственники невесты садятся на неоседланных лошадей и выезжают за заграждение. Хозяева лошадей, стоящие за заграждением, машут руками и всячески стараются напугать лошадей. Не упавший с лошади оставляет её себе, а упавший выбирает другую. Выбор лошадей заканчивается, когда набирают нужное количество. По существующим обычаям [во время свадьбы] не едят зерна и не делают вина. В день встречи невесты мужчины и женщины несут кислое кобылье молоко и варёное мясо, разнятое по суставам. Хозяин принимает гостей, не соблюдая порядка в предоставлении мест. Все садятся вместе перед юртой, целый день пируют и остаются ночевать. На следующий день невеста возвращается домой, а через некоторое время родственники жениха приводят в её дом табун из лучших лошадей, и, хотя отцу, матери и братьям жениха и жалко их, они никогда не говорят об этом. Особенно избегают жениться на вдовах, но относятся к ним хорошо и с сожалением.
На домашнем скоте имеются метки, и, хотя он свободно пасётся в степи, никто никогда не ворует его. В домашнем быту неопрятны.

Характерно внимание источника к поведению динлинов во время грозы и восприятию грома:

«Любят удары грома. При каждом ударе грома кричат и стреляют в небо, а затем покидают это место и переходят в другое. Осенью следующего года, когда лошади зажиреют, снова посещают место, где гремел гром, закапывают там в землю чёрного барана, разводят огонь, вынимают [из ножен] кинжалы, а шаманки произносят заклинания, подобно тому как молятся в Срединном государстве, чтобы отвратить несчастье. [В это же время] группы мужчин скачут вокруг на лошадях и, сделав 100 кругов, останавливаются. Затем люди, держащие в руках пучки ивы или кустарника, ставят их [в землю] кругами и поливают кислым молоком».

Динлины не использовали титул каган. Правителя называли хоулоу фулэ, «что на языке династии Вэй означает „великий сын Неба“». По всей видимости, транскрибирование gэwlэw bэklэk — воспроизведение тюркского ogul bэgrэk. Этот титул может означать «величайший сын», наподобие китайского Тянь Цзы (Сын Неба). Схожие конструкции известны в средневековых памятниках тюркской письменности: звания огул таркан, огул тегин; имя собственное Огул Тонга и пр.
В середине 1-го тысячелетия н. э. племенная конфедерация гаоцзюйских динлинов включала и кыргызов (хэгу):

«Предки телэ — это потомки сюнну. Племён очень много. На востоке от Западного моря, по горам и долинам (живут) повсюду. Только на север от р. Ло имеются пугу, тунло, вэйхэ, баегу, фуло… На запад от Иу, на север от Яньци, по сторонам Байшаня имеются циби, боло, чжии, де, субо, нагэ, уху, хэгу, едеу, ниху и др.»

Так, на протяжении почти 800 лет динлины и кыргызы находились в постоянном соседстве и сложном взаимодействии, которое завершилось, по словам китайского источника, «смешением». Обе эти группы говорили на языках тюркской группы и вели кочевой образ жизни. Таким образом, именно кочевники-скотоводы были создателями новой общности, включавшей, по источникам Танской династии, и «лесные племена»: дубо, бома, милиге и др. Вероятно, именно эти группы жили в рубленных срубных избах, пользовались керамической посудой и разводили хороших лошадей. Ряд элементов духовной и материальной культуры, социальной структуры и истории динлинов позволяет обнаружить близкие аналогии со средневековыми народами Саяно-Алтая.

## Этническая принадлежность

### Тюркская теория
Китаист Таскин В. С. определял динлинов как тюркоязычный народ.

### Монгольская теория
Согласно Н. Я. Бичурину, динлины, гаогюй, чи-ди и ойхоры были монгольского происхождения. Динлины, по Бичурину, занимали южные земли Иркутской губернии от Байкала до Енисея.
А. С. Шабалов полагает, что племена чи-ди, дили, гаогюй и хойху (ойхор) первоначально говорили на разновидности монгольского языка. По его мнению, данные народы в конце IV века после контактов с кыргызо-хягасами перешли на кыргызо-хягаский язык.

### Другие теории
Китайский источник «История гаоче» (VI век н. э.) сообщает, что чиди — предки динлинов, в период Вёсен и Осеней (722 г. до н. э. — 481 г. до н. э.) были в Северо-Западном Китае. Племена чиди были в составе племенного союза северных варваров и/или жунов.
Как считают историки, тюрки изначально были кочевым народом, обладавшим монголоидным обликом, но динлины и тагарцы вели оседлый и полуоседлый образ жизни. «По данным Славнина и Шерстова, тагарцы вели комплексное хозяйство и отличались склонностью к оседлости. Оба производственных направления — скотоводство и земледелие — были органично включены в комплексную экономику тагарцев с некоторым преобладанием земледелия». В древних тюркских захоронениях присутствует лошадь. Но для динлинов «лошадь не играла той исключительной роли, как у кочевых племён. На Енисее отсутствуют погребения с лошадьми, не было обычая класть в могилы принадлежности конской сбруи. В отличие от степных кочевников, тагарцы, в основном, вели оседлый образ жизни». Юрта была основным жилищем центральноазиатских кочевников, но широкое употребление юрты позже распространилось среди динлинов. «На Боярских же писаницах имеются изображения юрт, которые свидетельствуют о зарождении кочевнического уклада жизни в конце тагарской эпохи».
Большинство историков, например Лев Гумилёв, поддерживают мнение, что древние уйгуры не тождественны современным уйгурам. Они лишь приняли участие в этногенезе современного уйгурского народа, передав ему своё имя. Древние уйгуры сильно отличались от динлинов и современных уйгуров своей монголоидностью. Современный антропологический тип уйгуров окончательно складывался в результате смешивания индоевропейских племён в Синьцзяне и тюркских мигрантов. В отличие от динлинов, древние уйгуры вели оседлый образ жизни. «В эпоху существования Второго Уйгурского каганата (744—840 гг.) начался процесс перехода уйгуров от кочевнических форм хозяйства и культуры к формам, свойственным оседлым цивилизациям, включая элементы городской культуры, которые начали формироваться в уйгурском обществе под влиянием среднеазиатской (иранской) цивилизации».
Древние письменные источники указывают, что динлины, дисцы и жуны участвовали в этногенезе этнически разнородных народов Центральной Азии. «Киргизы представляют один из первых примеров народа, первоначально, по всей вероятности, нетурецкого и впоследствии отуреченного» — пишет тюрколог В. В. Бартольд.
По предположению немецкого исследователя Генриха Вернера, язык динлинов мог принадлежать к гипотетической дене-енисейской семье. Во многих языках этой семьи слова «люди» и «народ» так или иначе напоминают слово «Dingling» («денг» на кетском языке, «dene» или «dine» на многих языках на-дене, «(h)ling» на тлингитском языке).

## См. также

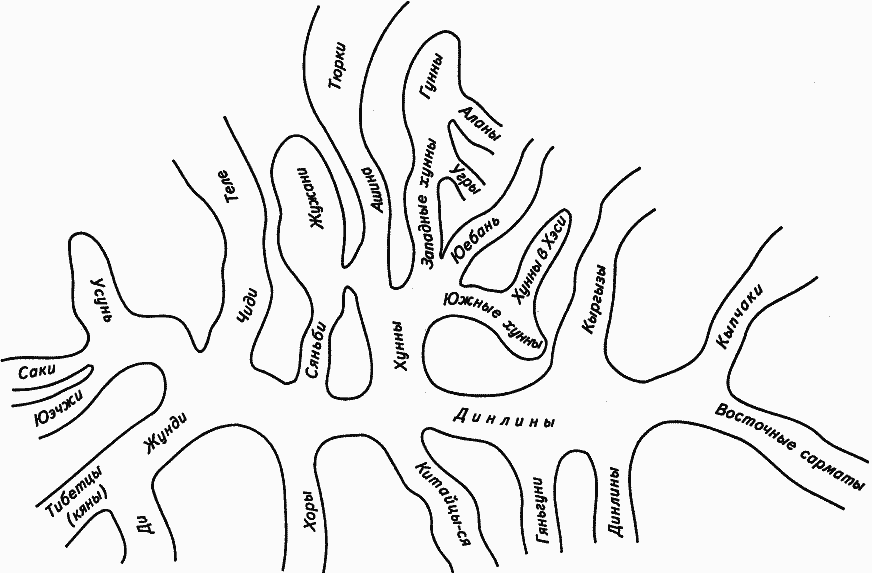
Генеалогия тюрок и родственных народов (Гумилёв, Л.Н.. Хунну: Срединная Азия в древние времена)